# Glacera Abruzzi
La Glacera Abruzzi (Urdu: آبروزي گلیشیر) és una glacera que es troba al sud del grup Gasherbrum de pics vuitmils i setmils, i al nord del pic Baltoro Kangri al territori Gilgit-Baltistan del Pakistan. La glacera, alimentada per les glaceres sud dels Gasherbrum baixa per a unir-se amb la part final la Glacera de Baltoro (una de les glaceres més llargues de la Terra, fora de les regions polars) que flueix cap al nord-oest fins a Concòrdia i després gira cap a l'oest. La glacera proporciona vistes magnífiques del K2, el segon cim més alt del món.
La glacera fou anomenada així en honor del Príncep Lluís Amadeu de Savoia-Aosta, Duc dels Abruzzi, un alpinista i explorador italià que va dirigir una expedició a la serralada del Karakoram el 1909, incloent-hi diversos ascensos parcials al K2.